# Ulica Josepha Conrada w Krakowie
Ulica Josepha Conrada – ulica w Krakowie, położona w całości w administracyjnej dzielnicy IV Prądnik Biały. Jest jedną z ulic tworzących III obwodnicę Krakowa.

## Przebieg
Ulica zaczyna swój bieg na Rondzie Ofia Katynia, gdzie staje się przedłużeniem ulicy Walerego Eljasza-Radzikowskiego. Następnie biegnie w kierunku wschodnim, gdzie znajduje się przy niej Galeria Bronowice. Ulica kończy swój bieg na estakadzie samochodowej, gdzie jej przedłużeniem staje się ulica Opolska.

## Infrastruktura
Ulica Josepha Conrada jest czteropasmową drogą. Na ulicy zlokalizowano jeden przystanek autobusowy – „Conrada” (przy Galerii Bronowice). Ulica jest częścią III obwodnicy Krakowa.